# 新・光神話 パルテナの鏡
『新・光神話 パルテナの鏡』（しん・ひかりしんわ パルテナのかがみ、英：Kid Icarus: UPRISING）は、任天堂から2012年3月22日に発売されたニンテンドー3DS専用ゲームソフト。キャッチコピーは『バトりまくり!!〜限界ファイト!集え、神々の武器〜」。

## 概要
プロジェクトソラによる、ニンテンドー3DS専用のゲーム。世界で初めてゲーム画面が公開された3DS用ゲームタイトルでもある。1986年に発売されたディスクシステム『光神話 パルテナの鏡』の続編に当たり、日本においては実に約25年ぶりの新作となる（海外ではゲームボーイ『Kid Icarus: Of Myths and Monsters』（北米では1991年、欧州では1992年）に続く3作目）。
開発のきっかけは、2008年7月に岩田聡から任天堂社外の人間としては初めて3DSの試作型を見せられ（当時はハード仕様も決定しておらず、立体映像に対応するかも検討段階だったという）、そのハード用ゲームタイトルの開発を依頼された桜井政博が、「発売予定時期からして、ハード発売初期は既存ゲームの移植やカジュアルゲームなど、労力の掛からない作品が主となるだろう」「ハード性能は3D表現に長けており、かつ自分に求められる作品は多く開発が想定されるような作品ではないだろう」と考え、あえて世界市場ではポピュラーかつ競争の激しいジャンルであるアクションシューティングゲームを開発し、そのハードにおける3Dゲームの操作系などのスタンダードを築こうと考えためである。
なお、『パルテナの鏡』の続編となったのは、桜井が岩田と対談時に既存のゲームシリーズを使用するかどうか聞き「親和性が高いなら考えてみる」という任天堂側の回答を受け、桜井が手がけた『大乱闘スマッシュブラザーズX』での登場によって知名度が大幅に上昇していたこと、以前より海外からの続編要望が高かったなどを汲み、後付で決めたものである。また当初は、『スターフォックス』シリーズの続編とすることも検討していた。
シナリオプロットおよびキャスティングなどに関しては、開発時期および機密性のため製作を外部に明かせなかったことから、ほぼすべてを桜井一人で担当した。
当初は2011年内発売を目標としていたが、完成度の水準を高めるためとして「ニンテンドー3DSカンファレンス 2011」で2012年第1四半期への発売延期が発表され、同年の「Nintendo Direct 2011.12.27」にて2012年3月22日と発売日が決定された。また、発売1カ月前に公開された「Nintendo Direct 2012.2.22」では桜井の解説付き映像が公開され、公開終了後に公式ホームページも大幅にリニューアルされた。

## システム
本作の特徴として、簡便化が図られた操作体系や基本システムがある。これは上記のように「新しい操作形の基準を作る」という狙いのほか、コアユーザー向けのジャンルというイメージがあり、実際にも多くの作品において内容が上級者向けに固まりつつあるアクションシューティングの内容に対して、かつて桜井が対戦型格闘ゲームに対する『大乱闘スマッシュブラザーズシリーズ』を製作したように間口が狭くなりつつあるジャンルへのアンチテーゼを込めて作られたものである。
また、画面は3DSの特徴である裸眼立体視に対応しており、これによってプレイヤーや敵の奥行きが確認しやすく画像処理されている。

### 操作体系
操作は大別して3つに絞られており、プレイヤーの移動を行う「スライドパッド」（アナログスティック）、攻撃を行う「Lボタン」、タッチ動作とスライドによって照準を合わせる「タッチパネル」となっている。3Dシューティングとしてはかなり絞った操作体系ながら、敵との間合いなどシチュエーションに応じて射撃、打撃と自動的に動作が切り替わることにより、多彩かつスピーディーな爽快感あるプレイを行うことを可能としている。なお、左利きのプレイヤーも考慮して、移動操作をスライドパッドではなくABXYボタンに振り分けたり、拡張スライドパッドを用いて操作、またオプションによってはボタンのみを用いた操作設定を行うことなども可能となっている。
後述のように、プレイヤーは「神器」と呼ばれる武器を装備して戦い、この装備した神器によってプレイヤーの攻撃動作や機動力といった特性が変化する。

### ハート
ハートとはゲーム内で通貨の役割を果たすアイテムである。
シングルモードでステージ中に敵を倒したり、不要な神器をすり潰し還元する、マルチプレイの賞品などで入手でき、シングルプレイで出撃前に神器を購入・生成・融合する際や後述の『悪魔の釜』による難易度調整などに使用する。また、パルテナやナチュレに貢ぐ事ができるが、大量に貢ぐとわずかにパルテナやナチュレが階段から降りる以外の見返りはない。

### シングルプレイ
シングルプレイのステージ構成は、前半の空中戦と後半の地上戦に大きく分けられる。ただし、一部のステージはこの順序が入れ替わったり、地上戦途中で空中戦が挿入されるなど、例外もある。
また、戦闘中はパルテナ及び敵軍との会話がフルボイスで展開され、ストーリーに関わる内容や、攻略のヒントなどを教えてくれる。しかし、ストーリーにもヒントにも関係がない雑談もある。
空中戦（飛翔の奇跡）
ステージ開始から地上戦の地点まで「飛翔の奇跡」で飛び立つパートである。目的地へと移動しながらのシューティングとなり、一定の地点まで到着すると地上戦パートへと移行し、終了となる。
空中戦専用の攻撃として「スペシャルアタック」がある。これはゲージが一杯まで溜まった際使用することができる強力な攻撃で、画面全体に効果があり、各神器ごとに異なる性能を持つ。一度放つとゲージは減少する。一度に二杯分まで貯められる。
空中戦は強制スクロールとなり、プレイヤーが取れる動作はキャラクターと標準の移動（上下左右）と攻撃となる。
地上戦
敵地に到着してからの戦闘が地上戦である。敵を倒しながらステージを進んでいき、最後に登場するボスキャラクターを倒せばそのステージはクリアとなる。
アクションシューティングとなり、タッチパネルをスライド動作することで視点の変更を行うことが可能となる。また、スライドパッドをはじき入力することで「ダッシュ」、および敵の攻撃にあわせてはじき入力で｢回避｣の動作を取ることができる。
ステージ中にはいくつかの乗り物が登場し、見つけるとそれらに乗り込んで戦闘を行うこともできる。
なお、後述のマルチプレイはすべて地上戦で行われる。

#### 悪魔の釜
本作のシングルプレイにおける特徴的な難易度調整システムとして「悪魔の釜」がある。
これはステージを始める前に、ハートを釜へと投入して「ホンキ度」を高めることができ、ホンキ度が高いほど敵が強くなって難易度が上昇するが、ハートの入手量が増えたり、より価値の高い戦利品（神器・奇跡）が入手しやすくなる。ステージ中でミスをすると釜からハートが零れ落ちてホンキ度が自動的に低下（1ミスごとに1.0低下、最低2.0まで）、戦利品の価値が下がるが、同時に難易度も低下するためクリアしやすくなっていく。何度もプレイするごとに「オススメホンキ度」というプレイヤーの実力に対する適正なホンキ度を算出するシステムも搭載されている。また、一定以上のホンキ度が無いと開かない「ホンキ度扉」という扉が存在するステージがある。
ホンキ度の基準値は2.0で最大9.0まで高められるが、ハートを消費して逆に2.0以下へと下げることも可能であり、下げた分だけ難易度が低下し、ホンキ度が0になると敵からの攻撃がほぼ皆無な状態にまですることができる。なお、一部の敵に関してはホンキ度によって撃ってくる弾の形状や色の変化があるが、見た目以外の違いは特にない。また、ホンキ度を0に下げても、オーンやテンプラ使いなど一発で「ヤラレチャッタ」になる可能性がある敵は出てくる。
後に桜井が手がけた『大乱闘スマッシュブラザーズ for Nintendo 3DS / Wii U』のシンプルモードには、これと同様のシステムである「戦士の天秤」が採用されている。

### マルチプレイ
本作は通信機能を用いたマルチプレイによる対戦モードを収録している。最大で6人まで、3対3のチーム戦を行うことができる。また、インターネットによるネットワーク対戦にも対応しており、マルチマッチングやフレンド登録との対戦も可能である。なお、ローカル通信ではプレイヤーが足りない場合はCPUが参加し、自分以外CPUにすることで1人でも遊ぶことができる。
プレイヤーは「ファイター」という戦士を操作して、天界で大流行の2種類のスポーツ「天使の降臨」と「バトルロイヤル」を行える。
天使の降臨
「光チーム（白）」と「闇チーム（黒）」の2チームに分かれて戦い、相手チームの「天使」を倒すことで勝敗を決定するルール。
各チームには「チーム力」というゲージが用意されている。ファイターが倒される度そのチームのゲージが減少していき、チーム力が無くなると「天使の降臨」が発生してその時倒されていたプレイヤーが天使（光チーム：ピット/闇チーム：ブラックピット）となる。天使の体力はチーム力のゲージがあった部分に表示され、0になるとそのチームの敗北となる。天使はファイターよりも能力が高く設定されているが、使用する神器はファイター時に装備していたものから変更される。なお、天使が降臨した状態でそのチームのファイターが倒されると天使の体力を消耗して復活する。
なお、事前に設定した制限時間が経過しても決着がつかなかった場合、以下の通りとなる。
- どちらのチームにも天使がいない場合は、チーム力を多く残したチームの勝ち。
- どちらか一方のチームに天使がいる場合は、天使がいないチームの勝ち。
- どちらのチームにも天使がいる場合は、天使の残り体力が多いチームの勝ち。天使がどちらもダメージを受けていない場合は、仲間の体力の合計が多いチームの勝ち。

バトルロイヤル
6人のプレイヤーすべてが敵となり、入り乱れての混戦となるモード。倒されても何度でも復活でき、制限時間内に獲得したスコアで順位を決定する。ファイターの色は、「自分のMii」の服の色と同じ（既にその色のファイターが使用されていた場合は空いている色になる）。

## 装備
装備には、基本攻撃と動作のメインとなる「神器」と、使用回数の制限があるサポート効果を及ぼす「奇跡」がある。

### 神器
プレイヤーの基本装備となる武器。以下の9種類があり、さらに各神器内においても、射撃と打撃の威力・飛距離や攻撃範囲・装備時の脚力・誘導性・攻撃が当たった際の追加効果などといった、性能や付加価値などの異なる様々なバリエーションが存在し、下記の特徴に当てはまらないもの（射撃の得意な豪腕や、打撃の得意な狙杖など）も存在する。また、同種の神器であってもさまざまな能力補正や追加効果が付随された「スキル」が異なっている。高性能で、多彩なスキルが付いた神器ほど「価値」が大きく、マルチプレイ時に倒された際のチーム力消耗も大きい。
神器の購入や二つの神器の「融合」は、出陣前の「兵装の祭壇」にて行うことができ、逆に不要な神器を売却しハートに還元・処理することも可能。また、ミッション中においても敵や宝箱から拾う形でも、新たな神器は入手できる。
名称表記は、「ゲームでの表記（振り仮名/英語版の名称）」となっている（英語版の名称は米国版ウェブサイトのものに従う）。
撃剣（げきけん/BLADES）
光の刃の発生するライフル銃や、刀身から斬撃が飛ぶ刀剣など形状をした、銃剣のような神器。最初から使えるのはこれに属する「最初の撃剣」。
射撃では弾丸を放ち、打撃では剣戟で攻撃する。能力のバランスが取れており比較的扱いやすい。
狙杖（そじょう/STAFFS）
長い杖や、ソケット式銃剣の付いた長銃のような形をした神器。
衛星と同様に遠距離の相手ほど威力が上がる性質を持つとともに、射撃は衛星をも上回る超長距離の飛距離を持ち、狙撃攻撃に優れた特性を持つ。遠距離からの攻撃に優れた反面、弾の誘導性が極端に低く、相手が近いほど威力が下がるなど、接近戦の能力は最低クラス。
射爪（しゃそう/CLAWS）
鉤爪が取り付けられた一対の手甲型の神器。
射撃では爪から斬撃を飛ばし、打撃では鉤爪で相手を引き裂く。一発あたりの攻撃力は低くて射程も短いが、手数に富み、移動速度のアップが最も大きい。打撃コンボは5段。
神弓（しんきゅう/BOWS）
弓型の神器で、中央から分離することで2振りの短刀となる。『大乱闘スマッシュブラザーズX』でピットが使用していた弓も『パルテナの神弓』として登場する（解禁条件はホンキ度0を推奨するなど大変厳しい）。
射撃では弧を描いて飛ぶ光の矢を放ち、打撃では弓を分割し、2本の剣として攻撃する。射程が長くて、弾の誘導性も高く、遠距離攻撃を得意とする。
破掌（はしょう/PALM）
腕にオーラを纏い、掌自体から波動を放つシールのような神器。装備していないときは球形をしている（例外あり）が、装備時は腕が神器に応じた色に光輝く。
射撃では掌から弾を放ち、打撃ではオーラを纏った掌による掌底打ちを繰り出す。威力は低めだが、攻撃の誘導性能が非常に高い。また、軽量であるため機動力が高い。
巨塔（きょとう/CLUBS）
とてつもなく巨大な両手持ちの金棒および大剣の神器。神器中でも最大級の大きさを誇る。
装備時の機動力はかなり低く攻撃動作も大振りで、溜め射撃以外は打撃になってしまう。だが射撃・打撃ともに高威力かつ広範囲で、さらに攻撃が地形を貫通する特徴を持つ。また、打撃で敵の攻撃の弾をはじき返すことも可能。打撃コンボは2段で大きく相手を弾き飛ばす。
爆筒（ばくとう/CANNONS）
腕に装着する巨大なグレネードランチャー型の神器。
射撃では大きめの弾を放ち、打撃では砲身で対象を殴打する。機動力は下がるが射撃の威力が高い。弾はターゲットや地形に当たると爆発して、周囲の敵も巻き込んでダメージを与えるという性質を持つ。また、弾が放物線を描いて発射されるため、障害物越しに攻撃することができる。
衛星（えいせい/ORBITARS）
プレイヤーの肩の上を浮遊する一対の小型神器。
射撃攻撃では衛星を模した弾などを発射し、打撃攻撃では宙を舞う衛星自体を対象にぶつけて攻撃する。狙杖同様遠距離の相手を攻撃するほど威力が上がり、逆に近距離の相手ほど威力が下がる。攻撃の射程距離が長く、性質とともに遠距離戦に特化された能力を持つ。また、神器が浮遊しているため重量負荷がなく、射撃中でも移動速度が低下しない。
豪腕（ごうわん/ARMS）
腕に装着する、非常に巨大なナックルダスターのような神器。
射撃では弾丸を放ち、打撃では強烈な拳打で攻撃する。接近戦に特化したパワー重視の神器。射撃の飛距離は短く、移動速度も遅いが、打撃攻撃の威力と誘導性能が非常に高い。

#### 神器の融合
二つの神器を融合して一つの新たな神器を製造することもできる。融合には法則がある。
この融合で作り出した神器は融合の元となった神器のスキルを一部受け継ぐという特徴があり、これによってある程度意図したスキルの方向性を持たせて製造することができる。

#### 神器のタネ
本作ではすれちがい通信を用いて所持する神器の一つを選択して、その情報を「神器のタネ」として配布もしくは相手より受け取ることができる。この神器のタネはそのままでは神器として用いることができないが、ハートを用いて神器に変換したり、神器の融合の材料にできるほか、タネの状態でハートへと還元･処理することもできる。
また、神器のタネは「いつの間に通信」を用いて2013年3月31日まで一日一つずつ配布されるようになっていた。

### 奇跡
任意で発動させることにより、プレイヤーに対して有利な効果を一時的にもたらす能力で、使用回数に制限がある。予め装備していたものを、下画面の左下のアイコンをタッチするか、3DS本体の十字ボタンを押すことで発動する。
奇跡の装備は、「兵装の祭壇」にてマス目状正方形のボードに、ピースで表現された奇跡をはめ込んで行う。一つのボードに複数の奇跡のピースをはめ込むことも可能だが、複数のピースが重なり合ってしまうような設置はできず、高性能な奇跡であるほど大きく複雑なピースの形状となっている。なお、余った余剰スペースにランダムでピースを選択・設置する「おまかせ」という機能もある。
種類はかなり多彩であり、プレイヤーの体力を回復する「回復」や、プレイヤーの能力に対して付加を加える「強化」、強力な攻撃を瞬間的に繰り出す「攻撃」、プレイヤーの動作に対して瞬間的に影響を及ぼす「行動」といったものなどがある。

## 宝物庫
本作のおまけ要素を得るためのシステムとして「宝物庫」というものがある。これは1ページ120マスの各マス目に書かれた課題をクリアするとそのマス目が開放され、課題をクリアしたマスの四方のマスの課題の内容が分かるようになり、これを繰り返してマスを埋めていくというものである。一部のマスを開放すると新たなおドールやサウンドテストの音楽が追加されていく。また、とあるマス目を除いた好きなマス目を開放することができる「羽根」というものが手に入るものもある。
最初は「女神パルテナの宝物庫」だけであるが、シングルプレイのストーリーを進めるごとに「自然王ナチュレの宝物庫」と「冥府神ハデスの宝物庫」が新たに開放されていき、後に開放される宝物庫ほど開放条件が厳しいものになっている、
これらのシステムは、本作と同じく桜井が手がけたゲーム『カービィのエアライド』や『大乱闘スマッシュブラザーズX』に登場した「クリアチェッカー」や「クリアゲッター」と大部分が共通している。

## ストーリー
1章
闇の女神メデューサが復活し、25年ぶりにパルテナやピットと対峙する。ピットは人間の町を襲う魔獣ツインベロスを退治する。
2章
ピットは魔王ガイナス討伐のため、荒野の城を訪れる。ピットはガイナスの親友だった人間の戦士・マグナとともにガイナスを打ち倒す。
3章
冥府軍がエンジェランドへ侵攻。ピットは空中で指揮官・三ツ首龍ヒュードラーの三本の首の一つを倒し、地上に逃げた残り二本の首も討伐する。
4章
ピットはメデューサの配下・邪神パンドーラを見つけるため、彼女の根城を隠す魔力のもとである死神砦へ向かい、ビッグ死神を撃破する。
5章
ピットは冥府軍をコピーし増やす役目を持つ真実の魔鏡を破壊するため、パンドーラのいるトラップダンジョンへ挑む。パンドーラとの戦いのさなか、ピットは真実の魔鏡を破壊するが、同時にピットがコピーされ、ブラックピットが現れる。パンドーラはブラックピットにピットを攻撃するよう命じるが、ブラックピットはパンドーラに反抗する。
ピットとブラックピットがパンドーラを倒すと、ブラックピットはパンドーラの残存魔力を奪い、時間の制限がない飛翔の奇跡の力として飛び去る。
6章
ピットは冥府軍に与することはないものの看過できないブラックピットを追いかけ、撃破するも逃走される。
7章
ピットたちは海の神・ポセイドンの助力を得、海底神殿に潜む死の神・タナトスを倒し、冥府への通行手形となる宝石を手に入れる。
8章
パルテナは以前のメデューサ戦で使った武具・三種の神器をとある星座に隠していたが、宇宙海賊・星賊にその星座を狩られてしまった。ピットは星賊と三種の神器を奪いに来た冥府軍、星賊の船を襲ったクラーケンを退け、三種の神器を取り戻す。
9章
三種の神器を装着したピットはブラックピットの助力もあって冥府に入り込み、メデューサを倒す。しかしメデューサは本当に復活したわけではなく、冥府神ハデスに操られていたに過ぎなかった。
10章
冥府軍が、何でも願いが叶うという風聞のある願いのタネを奪うべく火山地帯に集結していた。実際に願いを叶える力はないものの、冥府軍は人々の欲望を煽り、混沌を招くために利用しようとしている。ピットはタネを守るフェニックスを撃破し、タネは破壊されるが、ハデスの目論見はフェニックスの撃破が周知されることで、タネが流出したという噂を立てることにあった。
11章
タネを巡って人間たちが戦争をしており、ピットはその魂を狙う冥府軍を浄化すべく出陣するが、人間を自然に仇なす者として嫌う自然王ナチュレによって戦場に初期化爆弾が投下される。ピットは初期化爆弾によって複雑に変貌した地形を進み、自然軍幹部・剛力のロッカを破る。
12章
冥府軍と自然軍が交戦している中、ピットは投下されつつある初期化爆弾を無力化し、爆弾を製造・投下している要塞を攻め落とす。
13章
ピットは堅牢な月の神殿に攻め入り、自然軍幹部・静寂のアロンと、対ピットで一時的に協力していたブラックピットを撃破する。神殿が落ちる間際、パルテナは何かが飛び出すのを目撃する。
14章
冥府軍と自然軍が交戦している。ピットはタナトスとの戦いで消耗した自然軍幹部・電光のエレカを撃退する。
15章
突如宇宙からの侵略者・オーラム軍が現れる。オーラム大陸の核を破壊したピットは爆発に巻き込まれるが、太陽神ラーズに助けられる。
16章
オーラム戦艦の大軍が攻めてくる。ピットは戦艦を発進させている要塞のリアクターを破壊し、撃沈する。
17章
パルテナ軍・冥府軍・自然軍・ラーズはそれぞれオーラムに攻勢をかけるが、ラーズの狙いはオーラムを支配下に置くことにあり、オーラムブレインを乗っ取る。ピットは飛翔の奇跡の制限時間に達し、ラーズのジャミングによりパルテナが回収することもできない。やむなく飛翔の奇跡がカットされたピットに自然軍が足場を提供し、パルテナ軍の援軍の助けも得て、逆にオーラムに支配されたラーズを破る。オーラムは地球から離れていった。
18章
ピットが目覚めると指輪になっていた。パルテナ軍や自分の体が人間の町を襲っているのを目にしたピットは、指輪を手にした少女や犬の体を借りて町へたどり着き、マグナと出会う。マグナからパルテナ軍が3年前に突如姿を消し、のちに人間を攻撃するようになったと聞いたピットは、マグナの力を借りて体を取り戻す。
ピットはパルテナに飛翔の奇跡を要請してみるが、彼に奇跡を与えたのはナチュレだった。荒廃したエンジェランドと乱心したパルテナを目の当たりにしたピットは、フォースフィールドに守られたパルテナの神殿に突入することもかなわず、ナチュレに回収される。
19章
フォースフィールドを打ち破るため、ナチュレは光の戦車を借りようとする。ピットは戦車の主との決闘に勝ち、光の戦車を譲り受ける。
20章
エンジェランドに突入したピットは、パルテナ乱心の原因が月の神殿に封印されていた混沌の遣いであるという話を聞く。ピットはパルテナを操る混沌の遣いを撃破するが、混沌の遣いはパルテナの魂を奪って混沌の狭間へ逃走し、パルテナは身を守るため自らを石化する。
ピットは混沌の狭間への突入に失敗するが、ブラックピットが光の戦車で突撃し、空間の裂け目をこじ開ける。
21章
ピットはブラックピットとともに混沌の遣いを倒し、パルテナを解放するが、燃え尽きた混沌の遣いはなおもブラックピットに襲いかかり、空中に躍り出る。ピットは既に限界まで達していた飛翔の奇跡を再度掛けてもらいブラックピットを救うが、ピットは再起不能となる。
22章
ブラックピットはピットへの借りを返すため、魂を喰う怪物を退け巻き戻しの泉を訪れるが、巻き戻しの泉の力でパンドーラが復活し、さらには美しい女戦士の姿となる。パンドーラを倒したブラックピットはピットを復活させ、空を飛ぶ力を無くしたブラックピットはナチュレに回収される。
23章
ピットは三種の神器を身に着けハデス討伐に掛かるが、三種の神器を破壊された上ハデスに食われる。亜空間に繋がっていたハデスの体内でハデスの心臓を倒したピットは、光の戦車に乗ったブラックピットによって脱出に成功する。
24章
打倒ハデスのため、パルテナは神器神ディントスの力を借りることにする。ピットは試練を乗り越え、真・三種の神器を授かる。
終章
真・三種の神器に搭乗したピットはハデスとの決戦に挑む。真・三種の神器の力でピットはハデスを追い詰めるが、ハデスに真・三種の神器を破壊されてしまう。ハデスはピットにとどめを刺そうとするが、メデューサが現れハデスを攻撃する。その隙に体勢を立て直したピットは、真・三種の神器の砲塔を持ち、ナチュレから飛翔の奇跡、パルテナからチャージの奇跡を受け、三位一体の攻撃としてハデスを撃破する。

## 登場人物
本作では、登場キャラクターたちが所属勢力分けされている。（）内は英語版における名称。

### パルテナ軍
女神パルテナの統治する天界エンジェランドに所属する軍団。ピットの所属となる。
ピット（Pit）
声 - 高山みなみ
本作の主人公。一人称は「ボク」。女神パルテナに仕える親衛隊長の天使。前作においてメデューサを倒した人物で、復活したメデューサの野望を阻止するべく再び戦いに向かう。
『大乱闘スマッシュブラザーズX』のものを踏襲したデザインで、顔つきが少し修正された。神や天使は外見上の年をとらないという設定であるが（現実における『新・パルテナ』発売までの空白期間と同じ25年が経ったとされる）、少し成長した少年の容姿となっている。身体年齢は人間換算で13歳前後とされており、使命に忠実で正義感が強い一方、年齢相応の活気でやんちゃな言動が目立つ。
後年の出演ゲームではネタにされるほど虚弱だった25年前から大幅なパワーアップを遂げており、パルテナやナチュレの力を借りて5分間のみという条件付ながら飛行が可能となった。今まででは弓のみを使用していたが、今回は多彩な神器を使用できる。
女神パルテナ（Palutena）
声 - 久川綾
エンジェランドの元首でピットの上司である光の女神。身体年齢は人間換算で22歳ほど。人間を「神に最も近い生き物」として愛し、ピットに復活したメデューサと冥府軍の撃退を命じる。戦場ではピットに「飛翔の奇跡」で目的地まで飛ばしたり、各種奇跡の力などを与えるなど援護やアドバイスを行う。見た目は前作より豪華になっている。また、初めて声が当てられた。
かつて人間に酷い仕打ちをしていたメデューサに呪いをかけて醜い姿にした張本人であり、ピットに対して任務詳細を事前に説明せず「飛翔の奇跡」で戦場に送りつつ指令を与えるなど、桜井ディレクター曰く「意外と冷徹で短気な面がある」。セリフもすべて敬語であるが、ピットに指示を与える際にも、いい加減な言動やジョークをしばしば見せてピットを困惑させることがある。だが神の力や洞察力などは確かなものがあり、ハデスなども一目置くほどである。
17章にてオーラム軍との戦いに勝利した後、混沌の遣いにとりつかれ、イカロスと共に三年もの間、メデューサ同様地上界に暴虐を尽くす。20章では混沌の遣いに憑依されてボスとして登場（ただしパルテナを倒してしまうとヤラレチャッタになる）。21章でピットが混沌の遣いを倒した後は正義を取り戻し、ピット対ハデスとの最後の戦いに導く。
イカロス（Centurions）
声 - ノンクレジット
天界の下級兵士たちの総称。ピットの部下に当たる。基本装備は弓で、三連射や三本同時射ちなどもできる。翼が付いた兜を被り、空を飛ぶことができる。戦闘力は低いが、ピットと同様にパルテナへの忠誠心は篤い。
イカロスマッチョ
鍛えあげられた上半身を持つ、非常に筋骨たくましいイカロス。左腕に女神パルテナの刺青がある。出撃前のホームにおける「兵装の祭壇」にて、不要となった神器の破砕処理、およびハートへの還元を担当している。
オーラムラーズ戦では全滅したポックリにかわりピットが乗っている足場の移動をこなす大役を務める。
通常のイカロスを鍛えてもマッチョにはならないため、別の血筋の種族である可能性がある。
イカロスナイト
鎧に身を包み盾を構えたイカロスで、イカロスの中でも選りすぐりのエリート達。
だが、それでもせいぜい冥府軍のザコ敵と渡り合う程度。盾を破壊されると捨て身の攻撃に転じてくる。

### 冥府軍
メデューサおよびハデスが率いる、冥府界の怪物を集めて生み出した軍団。前作から引き続き登場しているキャラクターも多数見受けられ、更にビッグ死神など新たな魔物も登場している。「冥府軍」という組織名が判明したのは本作が初である。
冥界女王メデューサ（Medusa）
声 - 進藤尚美
冥府軍の指導者である、かつてピットに倒された闇の女神。9章のボス。25年ぶりに復活を果たし、再び冥府軍の魔物たちを支配下において「冥府軍」を再編、パルテナとピットへの復讐を誓い侵攻を開始する。
顔立ちは美しい女性ながら、不気味な青白い肌とヘビになった頭髪を持つが、これは過去にパルテナから掛けられた呪いによるものである。本作でのデザインは、一作目リメイク版などでメデューサ撃破時に登場する本体に近いものである。本作からの追加デザインとして、紫と金色の法衣を着ており、ケーリュケイオンの杖や∞を模ったウロボロスを組み合わせたような杖を手にしている。
ただし、これは魔力によって表面だけ取り繕った姿であり、本気を出す際は一作目と同様の、一つ目にヘビの髪と皮膚を持つ巨大な頭部だけの姿となる。
後述のように、ハデスによって蘇らされ、操られていたがメデューサ自身はそれを知らずに行動していた。そのため、25章ではピットとハデスの最終決戦時に執念で一時的に再復活をとげて遊びで自分を利用していたハデスに攻撃を仕掛け、ピットを救うこととなる。なおメデューサのパルテナとピットに対する憎悪の念が強かったことから、蘇らせることはハデスにとって容易だったらしい。
後述のアニメーション『メデューサの逆襲』では呪いをかけられる前の姿が少しだけ登場しており、黒い長髪で色白という美麗な姿だったが、人々を石にして砕くという悪事を行っていた。
魔獣ツインベロス（Twinbellows）
炎の毛皮につつまれ、2つの頭を持つ犬の姿をした冥府界の魔獣。本作で最初に戦うことになるボス。
先述のように前作から引き続き登場のキャラクターであるが大幅にブラッシュアップされている。なお、この変化はガイナスから魔力を注がれてパワーアップしたためとされている。実力はかつてより上がっていたが、ピットの成長はそれを凌ぐものであり、ピットからは散々コケにされたうえ、容易に浄化された。
9章ではメデューサの力により再生、意思を持たない傀儡となっている。
魔王ガイナス（Dark Lord Gaol）
声 - 皆川純子
冥府軍の幹部で、禍々しい鎧をまとった人物。2章ボスで、人間軍への攻撃を指揮する。
かつてマグナとは親友であり戦友だったのだが、冥府軍の偵察中に捕らわれて魔王の鎧を着させられ、心の弱さからそのまま混沌の力に魅入られて洗脳、冥府軍の一員となってしまった。
ピットとマグナに倒されるが辛うじて一命は取り留めるとともに洗脳から開放され、24章にマグナとともに再登場し、試練の一環としてディントスに呼び出され、中ボスとして戦う。
三つ首龍ヒュードラー（Hewdraw）
声 - 高塚正也
3章のボス。前作から引き続き登場のキャラクターで、蛇や竜のような外見をした巨大な魔物。前作では巨大な蛇そのものといった姿だったが、本作では三つの頭を持つ空飛ぶ蛇竜となっている。メデューサの命令でエンジェランド進攻の指揮を担当する。なお、翼が無いのに飛行出来る理由については、ピットは「飛びたいと思えば誰でも飛べる」と推察している。
3つの頭部はそれぞれ個別に人格を持っており、左から過激派・正統派・温厚派と言い、まるでコントのような掛け合いを行う。なお、体色も頭部ごとに若干違う。ダメージを受けると胴から頭部がもげ落ちてしまうが、頭部だけでも活動でき、さらに頭部から胴を再生することもできる。頭部から胴体を再生した際の姿はファミコン版を髣髴とさせる巨大蛇のような姿となる。倒す順番によって、ムービーやセリフが微妙に変化する。
9章では再生ヒュードラーの姿で他の再生ボス同様に傀儡として再生。
ビッグ死神（Great Reaper）
4章のボス。集めた魂を冥府界に届ける死神たちの長老かつ総元締めで、「死神砦」の主。パルテナの付けた略称は「ビッ死に」。20メートル近い巨体を持つ。死神軍団を統括しつつ「トラップダンジョン」への入り口を隠す魔力を展開していたため、パンドーラを捜していたパルテナ軍の標的になった。
元々は普通の死神だったが魂をつまみ食いすることで大きくなり、今でもたまに届けるはずの魂をつまみ食いしてしまうらしい。元の小さい姿になることも可能で、時々砦内の散歩を楽しんでいる。
邪神パンドーラ（Pandora）
声 - 鈴木麻里子
冥府軍の幹部である災厄を司る女神で、前作から登場のキャラクター。青い人魂の姿をしているが、怒ると赤く燃え上がる。どこか達観した飄々とした性格をし、けだるそうに喋る。5章、22章のボスだが、物語の都合上、9章でも戦うことになる（9章ではツインベロス、ヒュードラー同様に意思を持たない傀儡として登場、22章では後述の第2形態がある）。
「トラップダンジョン」と呼ばれる異次元に隠された砦で「真実の魔鏡」を使い魔物を複製・量産していた。量産以外はやっていなかったため暇だったらしく、砦内部はサーキットやトランポリンの間、「PANDORA」型の回転する足場など本人の趣味満載になっていた。
ピット達に倒された後、ブラックピットに魔力を吸収されてしまうが、ストーリー終盤で「巻き戻しの泉」の力で復活。ブラックピットに復讐するも、返り討ちに遭い、奥の手として再度巻き戻しの泉の力を使用。肉体を再生させて「女戦士パンドーラ」となる。
女戦士パンドーラ
22章のボス。若かりし日のパンドーラで、妖艶な美女。瞬間移動などを駆使して戦う相当な実力者で、かつては神界で戦車の主と一戦交えたこともあるらしい。だが寄る年波には勝てず、戦闘時の不覚から身体を失うが、意志体として平然と復活して上記の「邪神パンドーラ」となった経緯を持つ。この姿の頃は色っぽい口調で話していた。本人は当時の声を気に入っていたらしく、肉体を再生した際は声帯がある事を喜んでいた。
身体を取り戻した際、あまりの変わりように周囲を驚愕させ、ハデスにさえ泉の危険性を認識させた。
魔神タナトス（Thanatos）
声 - 伊藤栄次
7章のボス。冥府軍の最高幹部である、死を司る神。元のファミコン版ではメデューサから伸びるヘビの髪のような怪物であったが、本作では丸々とした道化師のような姿の怪人となっている。なお、前作と姿が違う理由は「前作ではメデューサを守り戦うため変身していたから」とされている。
一作目における立場が立場だけにか、ピットからは存在を忘れ去られていた。かなりひょうきんな口調でかつ怠け者であるが、冥府軍内でも相当な実力者であり、自身の姿を模したマトリョーシカや大剣と槍、コウモリなどに化けるなど、高度な変身能力を持つ。一度ピットに倒されたが、死を司る神というだけあり復活も容易で、14章では強大な龍のオーラを纏いエレカと互角の空中戦を演じた。冥府における格はメデューサより上である可能性も示唆されているが、当の本人は上下関係や序列には興味が無い。なお、「〜デス」が口癖だが、これは「死」を意味する「デス（Death）」とかけたものとなっている。
後述のアニメーション『空飛ぶ木馬』にも登場し、奪った巨大木馬を「暗黒の翼」という魔術で飛翔させたり、鉄球を作って投げつけるなどゲームでは見せない能力を使っていた。
冥府神ハデス（Hades）
声 - 大塚芳忠
冥府界の真の支配者にして今回の真の黒幕。25章のボスで、本作のラストボス。メデューサの復活もハデスによるもので、陰からメデューサを操っていた。メデューサが倒されたことで姿を現し、以後冥府軍のトップとなりピット達にちょっかいを出してくる。
神としての力は絶大で、戦闘力も前作の最終ボスであるメデューサなどを凌駕（アッパーカット1発で粉砕した）し、「三種の神器」すら“おもちゃ”呼ばわりして実際に一蹴するなど驚異的なものである。生命力も凄まじく、心臓を破壊されてもなんとも無く（ただし血液を循環している訳ではなく、別の生命体のように動いており、胃袋自体がハデスの体内とは別の次元に存在するため、本当の意味での心臓であるかは不明。その動き方やハデスの人を喰ったような態度を表しているような姿から、ピットからは「ケツプリ星人」と言われた）、胴体を両断されたり頭を砕かれてもすぐさま再生してしまう（ただし再生にはそれなりにエネルギーが必要で、再生した箇所は弱点となる）。
道楽および糧となる魂を得るためとして破滅と混沌をもたらす冷酷な存在だが、性格なのか絶対的な余裕なのか、相手を「くん・きゅん・ちゃん・たん」付けで呼ぶなど非常に軽薄でノリがよく、常にふざけておちょくるような言動を見せる。そのため黒幕でありながら享楽的な傍観者としての行動や会話が多く、ピットたちからあきれられるほどギャグ的な役回りが多い（後述の25章ではピットとの互角の勝負により追い詰められたのか、途中でおふざけな態度をなぐり捨てた）。
23章では遂にピットと対決、「三種の神器」を歯牙にも掛けずに破壊し、25章においても「真・三種の神器」を装着してパワーアップしたピットと相対しても互角の勝負の繰り広げ、「真・三種の神器」を大破させる。しかし、最期は辛うじて損壊を免れた砲塔をピットが用い、パルテナの「チャージの奇跡」により放たれたフルパワーの砲撃を受け、遂に倒された。
しかし、そのギャグっぷりは死後も相変わらずで、エンディング後の画面ではボタンを押さずにしばらく待っているとプレイヤーに話しかけてきて、冗談を言ったりピットを称賛したりした。

ザコ魔物
ボックン
冥府軍の地上用一般兵。いい加減かつ忘れっぽい性格のため、冥府軍内では万年平社員のような不遇な立場である。ピット以外にも星賊や自然軍などとも交戦する場面がある。
砲撃を行うボックンキャノン、呪文を使える上等兵のボックンメイジ、銅像に乗り込んだボックンズムなどの派生種も存在する。
モノアイ
前作にも登場した、空中戦にてもっとも大量に現れる一つ目の魔物。冥府軍の偵察兵で、編隊を組んで現れ、目から光弾を撃ってくる。
コメト
前作にも登場したメトロイドのパロディキャラクター。
死神
前作にも登場した冥府の魔物で、死者の魂を冥府に運ぶ役目を持つ。トラウマなのかピットからは相当嫌われている。発見された時のBGMは、前作と同様の8ビット音源である。前作同様小死神も登場し、パルテナからはモンスターペアレントと捉えられている。前作では、攻撃しても顔さえ見られなければ小死神を呼ばれなかったのに対し、今作では攻撃しただけで即座に小死神を呼び、死神もピットを追いかけてくる。また、鎌による攻撃力も高い。
ナスビ使い
前作にも登場した冥府の魔物、前作同様ピットをナスビに変えてくる。前作では病院で治してもらったが、本作では天界からパルテナの奇跡で少しずつ回復してもらう。
今作では強化版である「テンプラ使い」という魔物も存在する。テンプラ使いにテンプラにされ、食べられてしまうと即ミスになってしまう。
オーン
完全新規の敵。紫の炎に包まれた髑髏。通常の神器では倒せず、さらに触れただけで神経をズタズタにされて「ヤラレチャッタ」になってしまう、最も注意を要する敵。回避や無敵状態であればミスにはならず、三種の神器なら容易に倒せる。決まったルートを進むものとピットを追いかけてくるものがいる。主に冥府軍の拠点となる場所に出現する。
名前の由来は「怨（おん）」と思われる。

### 自然軍
本作完全新規となる勢力で、自然王ナチュレが率いる軍団。パルテナ軍同様に冥府軍に敵対しているが、生命をないがしろにするなど、自然の摂理に反した行いをしている人間に対しても敵対しており、「初期化爆弾」という物を使い、地上の人間すべてを自然に還そうとしている。一般兵はすべて天然素材から作られていて､名前の多くは擬音をそのままつけられてる。
自然王ナチュレ（Viridi）
声 - 大本眞基子
緑や自然、大地を司る女神で自然軍の長。生命の象徴である血潮の赤色をした法衣をまとう少女の容姿をしており、年齢は人間換算で8歳ほどだが、神としての力はパルテナと同等以上と高い。一人称は「わらわ」で語尾に「〜じゃ」と付ける。自然の摂理が手遅れにならないうちに人間を浄化しようとしており、「破壊王」呼ばわりされることもしばしば。プライド高く目的のためには手段を選ばぬ厳しい性格だが、うっかりしている所もあり、自軍の兵の弱点を話してしまうこともある。自然の神なだけに買い物はエコバッグ持参・ごみは15種類に分別、割り箸を使わないなど、エコには細かい。
基本的には生真面目な性格ゆえに暴走しがちな他のキャラクターたちの本題から逸れた話の軌道修正役・ツッコミ役であり、パルテナたちに「破壊王」と呼ばれるとすぐ「破壊王ではないわ!」と怒鳴りつける。またオーラム戦でピットを助けた際にパルテナやピットにツンデレではないかと指摘されるなど、ギャグが多い他のキャラの言動によく振り回される。しかしノリは割とよく、オーラム戦の最中は敵であるパルテナ、ハデスとともにピットを弄くり倒すことも。
当初は人間に対する考えの違いからパルテナ軍とは対立していたが、オーラム軍の侵攻辺りから協力体制をとり始め、最終的にピットの熱意を認めて、混沌の遣いにとりつかれたパルテナを救うべく、手を貸すようになる。ただし、『大乱闘スマッシュブラザーズ for Wii U』で本人が言うには、あくまで戦いは終わっていないらしく、ルカリオを狙ったり、ブラックピットを幹部に招き入れたことを述べていたりしている。
なお、本キャラクター担当声優である大本は本作のディレクターである桜井が手がけた代表的なキャラクターであるカービィの専属声優として知られるが、これはカービィ関連の縁でゲーム開発段階における仮音声全キャラクター分を大本に頼んでおり、キャストを正式に決めることとなった際にオーディションは行ったものの大本の音声以上にしっくりくるものがなく、そのまま本採用になったという経緯がある。
剛力のロッカ（Cragalanche）
11章のボス。自然軍幹部で、背部以外の全体が岩石に覆われており、怪力の持ち主。尻だけむき出しなのは彼がナチュレの「直しておけ」という言いつけを守らなかったからであるらしい。口がないため喋ることはできず、ただただ無言で襲いかかってくる。
名前の由来はロック（岩）からで、ピットからベタだと突っ込みを入れられた。
静寂のアロン（Arlon）
声 - 徳山靖彦
人工の月に造られた月の神殿に住まう自然軍幹部。13章のボス。闇に乗じた攻撃が得意。外見はモノクルを付けた老紳士で、礼儀正しく爺や口調で、敵であるピットとパルテナに対してもその態度は変わらないが、どこか冷徹な面も持つ。ふざけた面も持ち、パルテナからは「パンドーラに通じるところもある」と言われている。ゲーム中ではほぼ描写されていないが本来はナチュレの参謀役で、ピット対策にブラックピットを利用するなどを見せた。
本人曰く律義、ナチュレ曰くカタブツなため「口外を禁じられている」と月の神殿の役割について話さず、結果ピットに敗北し混沌の遣いを解放してしまうことになる（この時パルテナも脱出した混沌の遣いを確認するが、アロンが脱出したと誤認していた）。
モチーフとなったのは俳優の藤村俊二である。
電光のエレカ（Phosphora）
声 - 小松由佳
自然軍最強幹部でナチュレの右腕と言える存在で、その名の通り電気を使った攻撃が得意。14章のボス。16-17歳ほどのヘソ出しルックの女性の姿で、外見年齢に比例したラフでアクティブな言動と性格をしている。
本気のタナトスと互角以上に渡り合う実力の持ち主で、「稲妻のスピードとパワーを兼ね備えたクールビューティー」と謳われている。しかしタナトス戦のダメージは思った以上に大きく、十分に回復できずにピットと戦うことになる。
消耗していたためピットに大敗を喫したが、止めを刺される前に逃走もしくはナチュレに回収されており、後の章ではナチュレの命令でピットの援護に駆けつけている。
ザコ魔物
ソイヤッサ
樹木のような姿をした自然軍の一般兵。地上戦で敵として出現するほか、ナチュレホーム時ではイカロスマッチョが行っていた作業を代わりに行っている。
ポックリ
モノアイと似た立ち位置のクリの魔物。攻撃手段はモノアイと大差ないが、移動速度が速い。冥府軍との戦いでは、モノアイと交戦している。
オーラムラーズの回収妨害により、飛翔の奇跡が切れ墜落しかけたピットをナチュレの命により土台を持って駆け付け助け出した。しかし、ラーズの攻撃で全滅してしまう。
コーンワーム
ドリル型の嘴を持つミミズの魔物。胴を巻き付けて相手を縛り、気絶するまで締め付ける。
りんごちゃん
冥府軍におけるデススカルと似た立ち位置の魔物。普段は遠慮しがちに生きているが、怒るとデススカルにも劣らぬ力で襲ってくる。
クルリンボ
緑の時は温厚な顔立ちで、射撃が効かない。赤の時は凶暴な顔立ちで、打撃が効かない。ナチュレが最初にうっかりヒントを与えてしまった魔物。
フラージ
自然軍潜伏兵。姿を消すことが可能で、暗殺などを担う。暗殺者という立場に似合わず、自慢はかくれんぼで負けたことがない事。
ダリオス
主力固定砲台。狙いは正確で、大きな敵なら確実に仕留め、味方誤射などはもってのほか。管理は水やり程度でいいが、怠ると枯れる。その場合世話係はナチュレのお仕置きを受けることになる。
マッドロン
泥をまとった枯れ木のような魔物。三回倒すと浄化できる。
コロコロ爆弾
「爆弾を仕掛けても逃げられる。なら爆弾の方から近づけばいい」という超単純思考で作られた自走爆弾。
ドスドス
巨大な岩に命を与えたもの。名前は上述のとおりナチュレの趣味からきている。
アメフォン
冬虫夏草の一種。宿主に寄生して生きるが、宿主が滅びた後もその体を我がものにしている。

### 星賊
銀河の海（宇宙）を渡りあるき、星座を狩りとって売買することを生業とした略奪集団で、ある種の宇宙海賊たちである。
パルテナ軍と冥府軍の戦いの最中に星座を狩りに来て、偶然にも前作においてパルテナ幽閉とともにメデューサに奪取されて問題となった天界の「三種の神器」を隠していた星座を回収してしまう。そのことから、パルテナ軍は神器の奪還、冥府軍は神器の強奪、星賊は奪った星座の死守のため、三つ巴の奪還戦となる。
船員達の体は鎧のような外骨格で覆われており、本体は発光する。骨格の色により使用武器、役割が異なり、黄色い個体は一般兵、薄い青色の個体は狙撃兵、緑の個体は重火器兵に分けられ、船長は赤い。8割を占める一般兵が主な雑用をこなし、重火器兵は船体の修理を担当しているらしい。
星賊船長（Space Pirate Captain）
星賊のリーダー。名前は不明、そもそも彼らの言葉は人間には発音できない。
地上戦の最中ずっとメガホンで侵入者警戒アナウンスを叫んでいる。星賊の中でも弱い方だが口数の多さからなぜか船長になったらしく、相手によって態度がコロコロ変わるため手下からは嫌われている。星賊船の奥までたどり着いたピットと相対するが、直後にクラーケンに捕食された。

### オーラム軍
突如、宇宙から飛来した謎の侵略者集団。無機的・機械的な姿をしており、敵をコピーすることで進化を遂げる。本能がままに強大な力に引き寄せられてそれを吸収・増長を続ける存在で、一連の戦いに反応して襲来してきた。中枢たるオーラムブレインの一括制御のもと攻撃を仕掛けてくる。未知のオーバーテクノロジーで構成された軍団の力は驚異的で、ピット・冥府軍・自然軍の3つを同時に互角以上に渡り合うほどである。生物はもとより乗り物や宝箱までをもコピー出来、冥府軍・自然軍双方の魔物をコピーしてくるが、対象の捕獲及び無力化が必須なため、ピットのコピーは出来なかった。
オーラムブレイン（Aurum Brain）
オーラムの機械類をコントロールしている、言わばオーラムの頭脳部にして心臓部。17章のボス。
意志力は皆無だがオーラムを増強するという本能と支配欲は凄まじく、突如ラーズに乗っ取られてしまうものの、逆にラーズの意識を殺しその炎のエネルギーを自らの軍の力にしてしまった。最終的にはラーズの炎のエネルギーがロケットエンジンのような推進力と化し、そのまま要塞ごと宇宙を渡って行くこととなった。
オーラム魔物
オーラム軍オリジナルの他、オーラムが冥府軍および自然軍をコピーした魔物の2種類に分けられる。コピーした魔物は外見がオーラム独特の白さとカクカクさが目立つが、能力的にはオリジナルを忠実にコピーしている。

### 混沌
冥府生まれの怪物である混沌の遣いと、その住まう世界「混沌の狭間」で混沌の使いが創り出したコピーたち。
混沌の遣い（Chaos Kin）
20章及び21章のボス。他者に取り憑いて、その者を操りつつ魂を喰らうサソリのような姿の邪神。その名のとおり、世界へ混沌をもたらす事を本能的な行動理念としており、意思らしい意思は存在しない。かつてハデスが創造した怪物なのだが制御不能な失敗作で、何らかの経緯を経て月の神殿に封印されていた。
月の神殿が破壊された際に脱走、その後オーラム軍との戦闘で満身創痍だったパルテナに隙を見て取り憑き彼女およびパルテナ軍を洗脳、3年後の世界で人間たちに暴虐を尽くす。生息する混沌の狭間では多数の同種が量産されている。
混沌の狭間にてピットとの追走劇の末に浮島に墜落し、ピットがこれまでに戦った魔物をコピーして作り上げた混合軍で迎え撃つも、ピット・ブラックピットによってすべて浄化されたうえ、ナチュレの封呪の奇跡で退路を断たれ、最終的にパルテナの魂も奪還された。
しかし燃え尽きた塵状の姿となってもその生命力で生き延び、今度はブラックピットを宿主にして蘇ろうとするも、ピットの妨害によって失敗に終わり、最期は眼下に広がる混沌の海へ消えて行った。
影ピット（Shadow Pit）
混沌の狭間が生み出したピットのコピー。21章の空中戦でザコ敵として登場。
後述のブラックピットとは違い、自我を持たないが飛翔能力を持っている。しかし、女神の加護が無いため戦闘力はピット・ブラックピットに劣る。

### 無所属
上記のどの勢力にも属していない者。ここに記載されている者同士が協力関係を結んでいるわけではない。
マグナ（Magnus）
声 - 乃村健次
冥府軍と戦う人間の傭兵で、大柄で筋骨隆々とした肉体をもつ黒髪の男性。金棒のような巨大で分厚い大剣を武器として、人間でありながら冥府軍と互角以上に渡り合うほどの実力を持つ。自らの幼子を失った過去を持つらしい。上記のようにガイナスとは旧知の仲だった。
18章ではピットが混沌の遣いに魂を身体から分離されて封じ込まれた際、身体に戻すために一時的に彼を身体を借りて（操作をして）戦うことになる。
24章ではガイナスと共に、試練の一環としてディントスに呼び出され、中ボスとして戦う。
ブラックピット（Dark Pit）
声 - 高山みなみ
ピットの前に現れた、ピットと瓜二つの外見をした存在。真実の魔鏡で作られたピットのコピーで、ブラックピットという名称もパンドーラの命名。だが、生成途中に真実の魔鏡が破壊されたためか、冥府軍の支配を受けなかった。公式の略称は「ブラピ」（英語版ではピット2号（Pit two）という意味で「Pittoo」となっている）。服装や翼は黒く、茶髪ではなく黒髪で瞳が赤茶色、声のトーンがやや低い、オリジナルのピットよりも荒々しく攻撃的な性格をしており、一人称も「ボク」ではなく「オレ」となっているなどの相違点がある。
オリジナルのピットとは逆に誰かに使われることが嫌いな性格で、自分を家来として使おうとした冥府軍を毛嫌いしているようでパンドーラ戦やメデューサ戦の序盤にて冥府軍を攻撃していた。パンドーラの魔力を翼に宿したことで飛翔の奇跡を使わずに空を飛ぶことができた。しかし、終盤にて巻き戻しの泉にてパンドーラが羽から離れ復活したためピットと同様飛翔の奇跡なしでは飛べないようになってしまった。初期はピットと闘い決着を付けることに執念を燃やしていたが、混沌の遣いとの戦い辺りから心が通じている所があることが次第にわかっていき、戦友のような間柄となっていく。なお、混沌の遣いとの戦いでの行動（エレカが回収した光の戦車を使い、混沌の狭間への裂け目を無理やりこじ開けるなど）からもパルテナのことも本心では慕っているようである。
22章では、自分を助けるために瀕死となったピットを復活させる為、ピットの代わりに操作をすることになる。
マルチプレイモード「天使の降臨」では闇チームの天使を務める。
デザインは『大乱闘スマッシュブラザーズX』で登場した黒カラー（桜井曰く「堕天使カラー」）のピットからである。ただし、月桂冠の色がピットと同じ金色（『スマブラX』では黒色）であるなど、若干の変更点がある。
のちの、『大乱闘スマッシュブラザーズ for Nintendo 3DS / Wii U』でピットとは別のキャラクターとして登場する。これにより通常ピットの黒の色替えの羽が差別化のため白になっている。モーションはピットとほぼ同じだが、すべての必殺ワザがよく似た別のワザになっている。また、同作のスマッシュアピールにて、ハデスとの決戦の後は、自然軍幹部となったことが明らかになった。
海神ポセイドン（Poseidon）
声 - 大友龍三郎
壮年の男性の姿をした海の神。一連の戦いに関して当初は傍観者を決め込むつもりでいたが冥府軍が気に入らないようで、パルテナ軍では無いものの要請に応え7章でピット達に力を貸す。
星獣クラーケン（Galactic Fiend Kraken）
銀河の海に住む巨大な原住生物。8章のボス。外見はタコのようであり4本の触手を持つ。星賊船での戦闘をかぎつけ、捕食するために現れた。手始めに星賊船長を丸飲みにするが、その場にいたピットに浄化される。
恐ろしい怪物であるはずだが、パルテナからは「ちょっとおいしそう」、ピットからは「タコサク」と言われてしまっている。
聖鳥フェニックス（Phoenix）
不死の山という火山に住む不死鳥。10章のボス。どんな願いでも叶うと言われている「願いの種」を守っている。願いの種を狙う冥府軍を返り討ちにするだけの力がある。冥府軍の襲撃で暴走していたところをピットに浄化される。なお不死鳥なので時間が経てば復活はできるらしく、パルテナは躊躇なく浄化を許可していた。

太陽神ラーズ（Pyrrhon）
声 - 稲田徹
自称「太陽の使い」。一応太陽神の肩書を持つが、威厳の欠片もないためその出自はかなり疑わしい。外見は炎に包まれた隆々しい男性で、アメコミヒーロー風の口調で喋り、非常に熱血的な性格でテンションが高い。「神様ネット」なるもので調べたらしく、オーラムについて妙に詳しい。パイロブラスターやフラッシュビームなど炎や熱を操る攻撃を得意技として、技を繰り出すたびに激しい掛け声を放つ。
オーラム襲来当初は味方をしてくれるが、真の狙いはピット達を利用することでオーラム軍を乗っ取りその強大な力で宇宙を支配することが目的であり、17章では戦いの最中に突如オーラムブレインを取り込み「オーラムラーズ」となる。直後に自らの火力で強化された「新生オーラム」と共にピットに牙を向くが、最期はオーラムブレインに逆に取り込まれて自我を失ってしまった。
少女
混沌の遣いに乗っ取られたパルテナ軍が攻撃していた街の貧しい少女。街の外で混沌の遣いによりピットの魂が封じられた指輪を拾い、一時的にピットに体を乗っ取られることになる。
犬
白い体に薄茶色の模様を持つ犬で、混沌の遣いに乗っ取られたパルテナ軍が攻撃していた街の外に住み着いている。前述の少女が転び、指輪を落とした際にそれを口にくわえたことから、少女と同様に一時的にピットに体を乗っ取られる。
犬だったためパルテナ軍に攻撃されず、ピットが街へ潜入することに貢献することとなった。
戦車の主（Chariot Master）
声 - 大塚芳忠
彗星並のスピードとパワーを持つ空飛ぶ戦闘用馬車「光の戦車」の守護者である老兵で、名前は不明。元は天界の関係者だったらしく、身体のほとんどが霊体となりがらも長きに渡って一人で戦車を守り続けてきた。19章のボスで、ピットが光の戦車を操るに値するかどうかを試す為、ピットと戦車戦を展開する。最後は、ピットに敗北したことによりピットに光の戦車、そしてこれからの未来を託すことを決め、自身はそのまま消滅した。
彼の住む塔には侵入者用のしかけが存在するが、その多くが地雷やダメージ床と言った床関係のトラップばかりなので浮遊する冥府軍にはあまり意味がなく、本人は「盲点であった」と言っている。しかしハデス曰く「一人しか住んでおらず、しかもその一人が強いなら問題ない」らしく実際にも冥府軍を返り討ちにする実力がある。
フラッシュ・シルバー（Phos and Lux）
光の戦車を引く2匹のユニコーンで、現世に残る戦車の主の唯一の友。パルテナの神殿のフォースシールドを破る、混沌の狭間への裂け目を無理やりこじ開けるなどの活躍を見せる。
その後、『大乱闘スマッシュブラザーズ for Nintendo 3DS / Wii U』で、電光のエレカの手により自然軍に接収されたことが判明した。さらに『大乱闘スマッシュブラザーズ SPECIAL』では、ピットの「最後の切りふだ」として変更された。
神器神ディントス（Dyntos）
声 - 矢田耕司
三種の神器を製作した老人の姿の鍛冶神。ある意味での創造神であり、神器以外にも他人の記憶からすぐさま生物の傀儡を作り出す能力を持ち、その気になれば最強軍を作りだすことも可能な力の持ち主だが、当の本人は最強軍に興味はないらしい。それ以外にも、遠く離れた場所にいるパルテナを眠らせるなど、ハデスにすら不可能なことをやってのけるだけの力を持つ。
24章でピットに対してハデスに対抗する新たな神器「真・三種の神器」を作って渡すに値する存在か見極めるべく試練を出してくる。
ファイター
マルチプレイにおけるプレイヤーキャラクターで、天界のスポーツに出場している選手。パルテナ軍所属ではなく、エンジェランドの住民かどうかも不明。実力はピットよりやや低い程度と十分なものだが、スポーツマンであり戦士ではないため、三界における一連の戦いには参加しない。
ファイターの性格も千差万別で「光チームだから善人、闇チームだから悪人」というわけではないらしい。
ザコ魔物
ケーク
ケーキのような姿の、倒すと大量のハートが手に入るボーナスキャラクター。かわいらしい顔だが、実はそれはただの模様で、頭の上にイチゴのように乗っているのが本当の目玉。
キャリオ・レアキャリオ
腹に宝箱を抱えた魚の形の生物、倒すと宝箱の中身が手に入るボーナスキャラクター。レアキャリオは光り輝くキャリオの豪華版で、当然宝箱の中身も相応の物である。
行動の目的は不明で、レアキャリオに至ってはなぜわざわざ目立つようにしているのかも不明。とにかく戦場となった場所に粛々と補給を行う、謎の多い生物。
ミミッ子
宝箱に化けた魔物。色っぽい脚で無尽蔵に繰り出されるキックは、回復アイテムなどを期待した冒険者を絶望のどん底に突き落とすこと間違いなしらしい。
冥府軍及び自然軍ではないが、ハデスが戦場に送り込むことやナチュレが罠で仕掛けることもある。

## 用語
天界
三界の一つ。地上界の遙か上空に存在する世界。天界スポーツなるものが開催されている。エンジェランド以外の国は確認できず、劇中ではほぼ同意義として扱われる。
エンジェランド
天界に存在する女神パルテナが統治する国。複数の浮遊する陸地で形成されている。
軍はピット以外すべてイカロスだが、軍人以外の住民については不明。
地上界
三界の一つ。天界と冥府界の間にある世界。人間やその他の動植物が暮らしている。冥府軍の侵攻・自然軍の介入・パルテナ軍の暴走により多大な被害を受ける。
冥府界
三界の一つ。冥府神ハデスが統治する世界。死者の魂は死神によって一時的に冥府界に運ばれ、その後転生する。
現世と冥府は遠いようで近く、自由に行き来できては生者と死者の区別がなくなってしまうので、訪れるためには一部の者が所持している通行手形が必要。
奇跡
本作における「奇跡」とは、言葉本来の意味どおり、神の力を使って起こす様々な現象をさす。ピットの装備する奇跡もパルテナの力を借りたものである。
「飛翔の奇跡」やピットの装備以外に登場しているものでは、魔物の好む匂いを出してヒュードラーをあぶり出した「フェロモンの奇跡」や、火山での活動を可能とする「冷却の奇跡」などがある。
飛翔の奇跡
飛べないピットの翼に力をかけ、5分間だけ空を飛べるようにする奇跡。移動ルートは奇跡の使用者であるパルテナおよびナチュレがコントロールしている。
5分を過ぎると翼が焼け落ちてしまうという欠点を持つ。また連続使用もできず、時間を置かずに再度使用した場合も翼が焼けてしまう。このデメリットはただ翼が焦げるにとどまらず、そのままピット自身の生死にも関わるほど重大なものである。
能力強化の効果もあり、そのため空中戦では攻撃の威力が上がる。
乗り物
天界の乗り物で、一部のステージで乗り込める。人間にはただの岩石にしか見えず、使用することは不可能という設定（おドールでの解説より）。地上界に多数放置されているのは、パルテナの支援の他に「天界人が乗り捨てた」「敵が利用のために引っ張ってきたが乗れなかった」「オーラムがコピーした」などの理由がある。
ビートル
カブトムシのようなシルエットをしたバイク状の乗り物。高速走行し、機首の角で体当たり攻撃ができるほか、ビームを放つことも可能。パンドーラ曰く、本来なら操縦には免許がいるらしい。
ギガス
人型ロボットのような乗り物。右手が鉄球状の打撃武器に、左手が銃器になっている。
フロートリング
半球形のボディにリングがくっついたような乗り物。一応光弾による射撃や一瞬だけバリアを発生させて防御を行えるほか、移動も可能だが、やや動きに癖がある。乗っている間落下速度がゆっくりになる特徴が有り、一部ステージではこの特徴を活かして隠し通路に入ることが可能。
グラインドレール
乗ると自動的に移動できるレール。人間の目には見えず、使用することもできない。なおピットはパルテナに言及されるまで知らなかったが、実は元から存在するわけではなく、パルテナがその力によって引いたものである（つまり一種の奇跡である）。
またパルテナの他にもナチュレやハデスもその力で引く事も可能で、ハデスに至っては自身の体内である別次元にも出現させられる。
モデルは本作と同じく桜井政博が過去に手がけたゲームである『カービィのエアライド』に登場するレール。
温泉
一部の章のステージに存在する温泉で、第1作目と同様の体力回復施設。天使には癒しの効果が強いらしく、浸かれば体力をほぼ全快できる。ただし浸かりすぎるとお湯が冷めて回復できなくなる。
死神用の毒液の温泉や、初期化爆弾によって破壊された跡地などもある。場所によっては先客（魔物）が入浴している場合もある。オーラム要塞の中などあり得ない場所にあることもある。
真実の魔鏡
映った者の本質を映しだし、そっくりな性質を持つ複製を作るという鏡。トラップダンジョン内においてパンドーラがこれを使用し冥府軍の魔物を量産していた。複製されたものは冥府軍の支配下になるように作られているが、ブラックピット製造の途中にピットに割られ、そのためブラックピットは冥府軍の支配を受けない特殊なコピーとして生まれることとなった。
複製のための材料に死者の魂が使われていることが終盤で判明する。
星賊船
星賊たちが星座狩りおよび拠点として用いる、抽象的かつ鋭利な外見をした宇宙船。船首をはじめとした鋭利な部位は星座の弦（星座において星同士をつなぐ線）を切断するナイフであり、切り取った星をアンカーフックで回収する。売買に用いない分の狩った星を動力とする。かなりのスピードを持ち、冥府軍を寄せ付けない弾幕を張る火力も持つ。
E3 2010で本作が初公開された際のムービーにおいても、謎の船として後半にワンシーンのみ登場していた。
三種の神器
一作目の対メデューサ戦に登場した、ライトアロー（光の矢）・ミラーシールド（鏡の盾）・ペガサスの翼の3種類の神器。使用時にはセットとして黄金の鎧を装着する。
通常倒すことが不可能なオーンをも倒せ、メデューサを追い込めるほどの力を持ち、かなりの高性能。だがハデスにはまったく通用せず、一撃で破壊されてしまった。
なお、ファミコン版の名残のため保管している箱は異様に縦長である。メンテナンス不足のためか、少しヒビが入り埃もかぶっていたらしい。
『大乱闘スマッシュブラザーズ for Nintendo 3DS / Wii U』では「最後の切りふだ」として登場した。
冥界ガーディアン
メデューサが自身の居城の防衛のため造った魔法生命体。冥府城の周りに量子フィールドのバリアを展開し、侵入者を食い止める。ガーディアン自体も多種多様な攻撃方法を持っている。
弱点をカバーすることで実質無敵になれるが、側面に神経の集中した部位が存在し、そこをブラックピットにつかれることで機能を停止した。弱点をカバーした際、パルテナは「シューティングゲームのボスってこれをしないのが不思議」と言った。
願いの種
聖鳥フェニックスが守っているどんな願いも叶うと言われている種。一部の人間や神はその伝説を盲目的に信じ、手に入れたいと思っているが、灼熱の火山と強力なフェニックスのために成し遂げた者はいない。しかし、冥府軍が願いの種を奪取しようと襲来した際に、暴走を沈める目的でフェニックスがピットに倒され、願いの種は無防備な状態になる。
しかし、もとより願いの種に願いを叶える効果などなく、冥府軍（ハデス）の本当の狙いはピットを利用しフェニックスを倒させ、それを告知し、かつ「願いの種が流出した」という嘘情報をばらまくことで人間同士の争いを起こさせることであり、種も破壊されてしまう（状況によっては、フェニックス戦の際にピットが破壊してしまう）。
これによって引き起こされた人間同士の戦争が、自然軍による初期化爆弾投下開始の決め手になる。
初期化爆弾
ナチュレの目的である人間根絶のために作られた、自然軍の巨大な投下型爆弾。地上界より遙か上空の初期化爆弾要塞で製造される。機械的に作られるわけではなく、木に生る果実のように作られ、その後熟れた実が落ちるように投下する。コアを破壊されると無力化する。
命の力が凝縮されており、投下されると落下地点を中心に巨大植物ができ、そこら一帯を腐らせ、微生物に分解させることによって自然に帰し、数年かけて緑豊かな森林へと変える。あくまで人間を自然に還元するためのもので、破壊の道具ではない（本当の意味での「爆弾」ではない）ため地盤などはきれいに残り、建造物なども多少は残る。人間も運が良ければ直撃を受けても生き残ることができる。
12章にて初期化爆弾要塞が破壊された後は、最後の一個を（ナチュレ曰く「虎の子」として）保管していたが、17章にてラーズが乗っ取ったオーラムブレイン要塞に向けて投下。しかし全く通用せず、ラーズの炎によって巨大植物を焼き尽くされてしまった。
月の神殿
アロンが住んでいる月に似せた神殿で、要塞の如く大量の光線や障壁、自然軍の魔物の幻影など強力な防衛網が張り巡らされている。アロンの力によって運営されており、アロンが倒されれば砂上の楼閣も同然に崩れてしまう。普段は新月のように夜の闇に隠れているが、パルテナに発見され満月のごとく光らされてしまう。
実は混沌の遣いを封印しており、周囲に張り巡らされていた強力な防衛機構も、月の神殿の崩壊による混沌の遣いの脱走を防ぐためである。アロンが事情を説明しなかったため、結果として月の神殿は崩壊し、混沌の遣いは脱走してしまう。
オーラム
冥府軍と自然軍の戦いに引き寄せられて来た、宇宙からの侵略者集団。上記の「登場人物・勢力」の項も参照。
拠点は「浮遊大陸群オーラム」と称される多数の巨大浮遊物体で、地面を爆弾で破壊し吸い上げ、大陸の一部にしてしまう。そのため、構成される物質は大陸ごとにまちまちである。この他にも大規模な艦隊や、ブレインの内在する巨大要塞などで構成される。
強大な力に惹かれて現れてその力を貪り自己進化・増長していくという、ハチやアリ、イナゴの大群のような存在で、軍団構成も生物か無生物かすら不明な組織の手足となる一般構成員とそれを統括するブレインという社会性昆虫のそれに近似し、所謂集合精神のような存在である。パルテナたちはそれを「力が大きすぎる外来種」と称した。
なお、オーラムという名称はラーズの命名で「神界黙示録」なるものの第八十四章の三で襲来を予言された存在からの抜粋らしい。
混沌の狭間
混沌の遣いが生息する次元の狭間。次元の裂け目から侵入できる。
通常世界とは大幅に異なる性質を持つ文字通りのカオスな世界で、目玉が別の場所へワープするゲートの役割となったり、本来なら地上戦で出現する敵が空中に出現したり、何の前触れも無く大量の目玉が出て来たり、画面が暗転した後にピットの体が真っ黒になる（温泉の滝を通過すると元に戻る）など、トラップダンジョンをも凌駕するほど不可思議なことが多数起こる。また、混沌の遣いがピットの記憶などから作りだした冥府軍・自然軍・オーラム軍・パルテナ軍の幻影や混沌の遣い自身が量産した同種も多数出現する。
復活の町
現世とは少し離れた所に存在する町。町と言っても住民はいない。
現世の生物が増えたことにより死神が回収し損ねた魂がここへ集う。その後魂は自然に消滅するか、生息する怪物に食われる運命にある。ハデスは「死後も弱肉強食」と評した。
巻き戻しの泉
復活の町のそばに存在する泉。文字どおり浸かったものの時間を巻き戻す力がある。一見不老不死も可能な泉に見えるが、長く浸かると巻き戻りすぎて、存在自体を根絶してしまう非常に危険なもの。
真・三種の神器
対ハデス用に神器神ディントスが新たに作り上げた神器。“三種”とつくが、見た目は戦闘機のような乗り込み式の巨大ロボットである。ディントス曰くオリハルコン製らしい。機械のように見えるが神力で動いており動力部はない。エネルギーの砲や剣で武装しており、超高速移動も可能。また、操縦などを必要とせず、装着した者は全く意識せずに自身の身体の如く動かすことが可能。凄まじい火力を誇り、パルテナからは「一つ間違えれば破壊神になる」と評された。
損傷したり不要となった部分を排除･再構成することによって、高速フォーム、格闘フォーム、飛翔フォームなどに変形できる。

ヤラレチャッタ
一作目の画面でゲームオーバーになった際に表示される文字。本作でも変わらず表示される。音楽は、間の抜けた音楽であることには変わりないが、間の抜けた音楽が流れた後で表示される前作とは違い、倒されるとまず｢ヤラレチャッタ｣の文字が登場し、その後、スコアも表示される。音楽も前作から多少豪華になっている。ただし、ステージによっては音楽が流れない場合がある。
後の作品で『パルテナ』の象徴としてネタにされてきた要素だが、本作でもプレイ中の会話で度々ネタにされており、パルテナも「用語みたいなもの」と言いきっている。
英語では“I'm finished!”（直訳すると「私は終わった」）。

## その他

### おドール（ARカード）
本作はAR（拡張現実）カメラモードに対応しており、専用のARカードを読み込ませた番外の遊びが存在する。
専用ARカードを読み込むか下記の「おドールでポン」を行うと、それに対応した「おドール」という、キャラクター解説が付いた鑑賞用フィギュアを入手・収集することができる。なお、ARカードをARカメラで認証すると対応してゲーム画面に登場するキャラクターの3DSモデルは「ARおドール」という。これは同スタッフで過去に作られた『大乱闘スマッシュブラザーズ』の「フィギュア名鑑」とほぼ同様の流れである。
おドールでポン
ゲーム中に入手した「タマゴ」からおドールを生み出す機能。ARカードの持っていないキャラクターのフィギュアでも入手できる可能性を持つが、必ずしも新しいフィギュアが手に入るとは限らない。
なお、3DSのゲーム機本体に歩数によって蓄積されるゲームコインを消費して購入することもできる。
ARおドールカード
専用ARカードを用いたものとして「ARおドールカード」というおまけゲームがある。各カードには本作の登場キャラクターが書かれていると共に攻撃力・耐久力・素早さ（攻撃間隔）や三すくみによる強弱関係などの能力が設定されており、ARおドール2体を対峙させると戦闘を開始し、登録情報に基づいて自動で攻撃を続けて勝敗を決めるというのである。
なお、ARカードはパッケージにランダムで6枚が同梱されているほか、任天堂ホームページ上から注文することができる。

## キャラクター商品
桜井ディレクターは本作をキャラクター商品として展開していきたいという旨を明かしており、以下のようなメディア展開がなされている。

### 立佞武多
業界において「最初にして最大」の企画として、ピットとパルテナを題材としたねぶたを作製、2011年8月4・5・6日の立佞武多に出展するという企画が実施された。出展された立佞武多は台座含めて10メートル近くの巨大なものである。この模様は3DSのサービス・ニンテンドービデオで同年8月5日から8月25日まで動画配信された。
さらに2011年5月22日から同年6月末までの間、公式サイトにて「みんなでつくる パルテナ立佞武多」という、公式サイト上からユーザーの3DSのMiiスタジオで製作したMiiのデータをSDカードを通じてパソコン上から送信してもらう企画が開催された。投稿・採用されたMiiのフォトデザイン計1295名分（縦35列、横37列）は出展された立佞武多の台座部分にプリントされた。
出展・制作のきっかけは、任天堂側が立佞武多の主催側から出展依頼を受けたことで、それを任天堂側から伝えられた桜井が『パルテナ』を題材にできないかと希望、主催側も「子供（ピット）や女性（パルテナ）のねぶたは希少なため、制作意義がある」と承諾された。なお、桜井当人は業務のスケジュールのため出席できなかった（当初は自身も向かう予定だった）が、後日に任天堂側から当日にパルテナ立佞武多のスタッフで使われた法被が届けられた。
なお、このねぶたの製作途中、担当のねぶた製作者が何のキャラクターのねぶたなのか聞くために、Twitter上に製作途中のパルテナのねぶたの写真を投稿・公開するという珍事が起きた。

### アニメーション
ニンテンドービデオで3分ほどの短編3D映像アニメーションが配信された。
内容の異なる3作品の配信が予定されており、製作はそれぞれ以下のプロダクション、スタッフが担当している。
ニンテンドービデオのサービス終了後、視聴機会が無くなっていたが、任天堂の会員制サービス「マイニンテンドー」にて、2016年6月7日から同年9月30日までプラチナポイントとの交換で本コンテンツのダウンロードが行われた。
共通スタッフ
- 音響監督 - ハマノカズゾウ
- 音響制作 - 小泉紀介（神南スタジオ）
- プロデューサー - 川嵜穣（NAS）

#### Production I.G
副題は『空飛ぶ木馬』（そらとぶもくば）。ピットを主役とした作品で、1話は2012年3月8日から15日、2話は同月10日から22日、3話は同月13日から22日と全3話構成で配信された。1話は2012年4月7日から20日まで、2話は同月10から23日まで、3話は同月18日から28日まで再配信された。冥府軍の魔神タナトスと人間軍、及びピットの戦いを描いた正統派のアクション作品で、CGアニメーション。
スタッフ
- 監督・脚本 - 藤咲淳一
- CGディレクター - 吉安徹
- アニメーションプロデューサー - 三本隆二、牧野治康
- 制作 - Production I.G、NAS

#### STUDIO 4°C
副題は『メデューサの逆襲』（メデューサのぎゃくしゅう）。メデューサを主役とした作品で、全1話。3月16日から23日まで配信。後に4月13日から30日まで再配信された。メデューサの視点からパルテナやピットとの因縁を描いた作品。
スタッフ
- 監督・脚本・キャラクターデザイン - 中澤一登
- 美術監督 - 西田稔
- CGI監督 - 石田貴史
- 色彩設計 - 高橋和歌子
- プロデューサー - 田中栄子
- 制作担当 - 大塚学
- 制作 - STUDIO 4°C、NAS

#### シャフト
副題は『おいかけて』（第1話）、『おいかけられて』（第2話）。パルテナを主役とした作品で、全2話。第1話は3月19日から4月9日まで、第2話は3月23日から4月12日まで配信。第1話は4月21日から5月1日まで、第2話は4月24日から5月3日にかけて再配信がされた。エンジェランドで起きた騒動を描いた、明るいコメディ作品。
スタッフ
- 監督 - 新房昭之
- 脚本 - 高山カツヒコ
- アニメーションキャラクターデザイン - 守岡英行
- S3Dディレクター - 三田邦彦、近恵太（株式会社キュー・テック）
- 絵コンテ - 笹木信作
- 演出 - 宮本幸裕
- 作画監督 - 高野晃久（第1話）、伊藤良明（第2話）
- カラーデザイン - 日比野仁
- 美術設定 - 大原盛仁
- 美術 - 内藤健（スタジオちゅーりっぷ）
- 撮影監督 - 江藤慎一郎
- 編集 - 丹彩子（株式会社キュー・テック）
- アニメーションプロデューサー - 久保田光俊
- 制作 - シャフト、NAS

### 漫画
『Vジャンプ』2012年4月号と5月号に掲載されている。漫画作者は木下聡志が担当。
『月刊コロコロコミック』2012年4月号の付録で掲載されている。漫画作者は小西紀行が担当。
また『週刊ファミ通』に連載されていたコーナー『パルテナ剣!!』では津々巳あや作の4コマ漫画が掲載されていた。

### ARカード
本作の登場キャラクターや神器などをモチーフにしたARカードはゲームに同梱されるもの以外にも、雑誌の付録やお菓子のオマケとして付いてくる。
お菓子のオマケとしては、ARカードを同梱した食玩チョコスナックがタカラトミーアーツから2012年3月12日より発売されている。同梱カードは計20種類。
雑誌付録としては、『月刊コロコロコミック』、『Vジャンプ』、『ファミ通DS+Wii』、『ニンテンドードリーム』、『週刊ファミ通』、公式ガイドブック、『桜井政博のゲームを作って思うこと』『桜井政博のゲームを遊んで思うこと』で同梱がなされた。
2012年6月19日より、任天堂オンライン販売にてパック販売が始まった。パック内容はvol.ごとに固定。

## 関連書籍
ゲーム開発関連
- 『桜井政博のゲームを作って思うこと』（2012年6月29日、エンターブレイン、ISBN 978-4-04-728029-8）
- 『桜井政博のゲームを作って思うこと2』（2015年6月25日、KADOKAWA/エンターブレイン、ISBN 4-04-733012-4）